# Cà phê lạnh

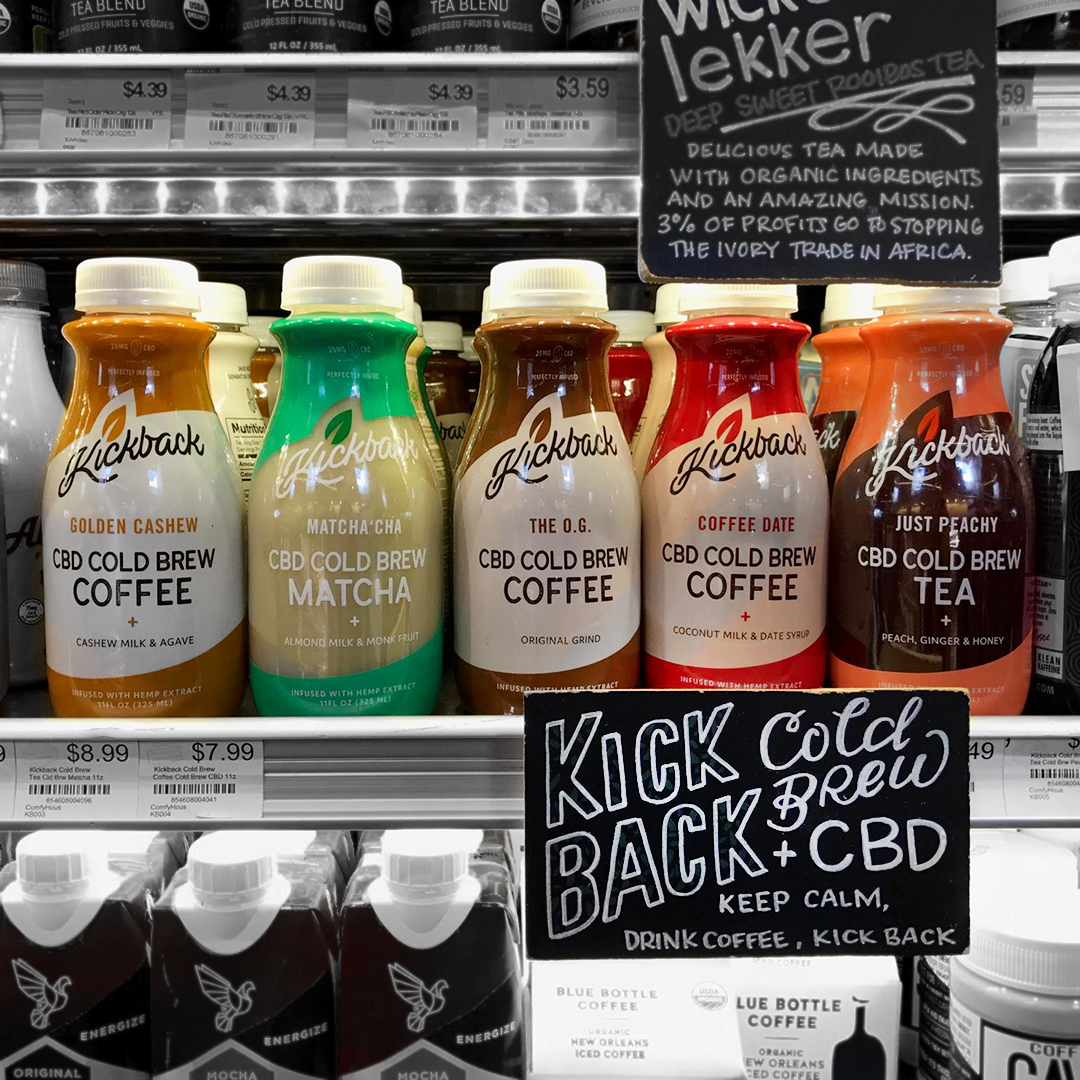
Các sản phẩm cà phê ủ lạnh ở Los Angeles, California

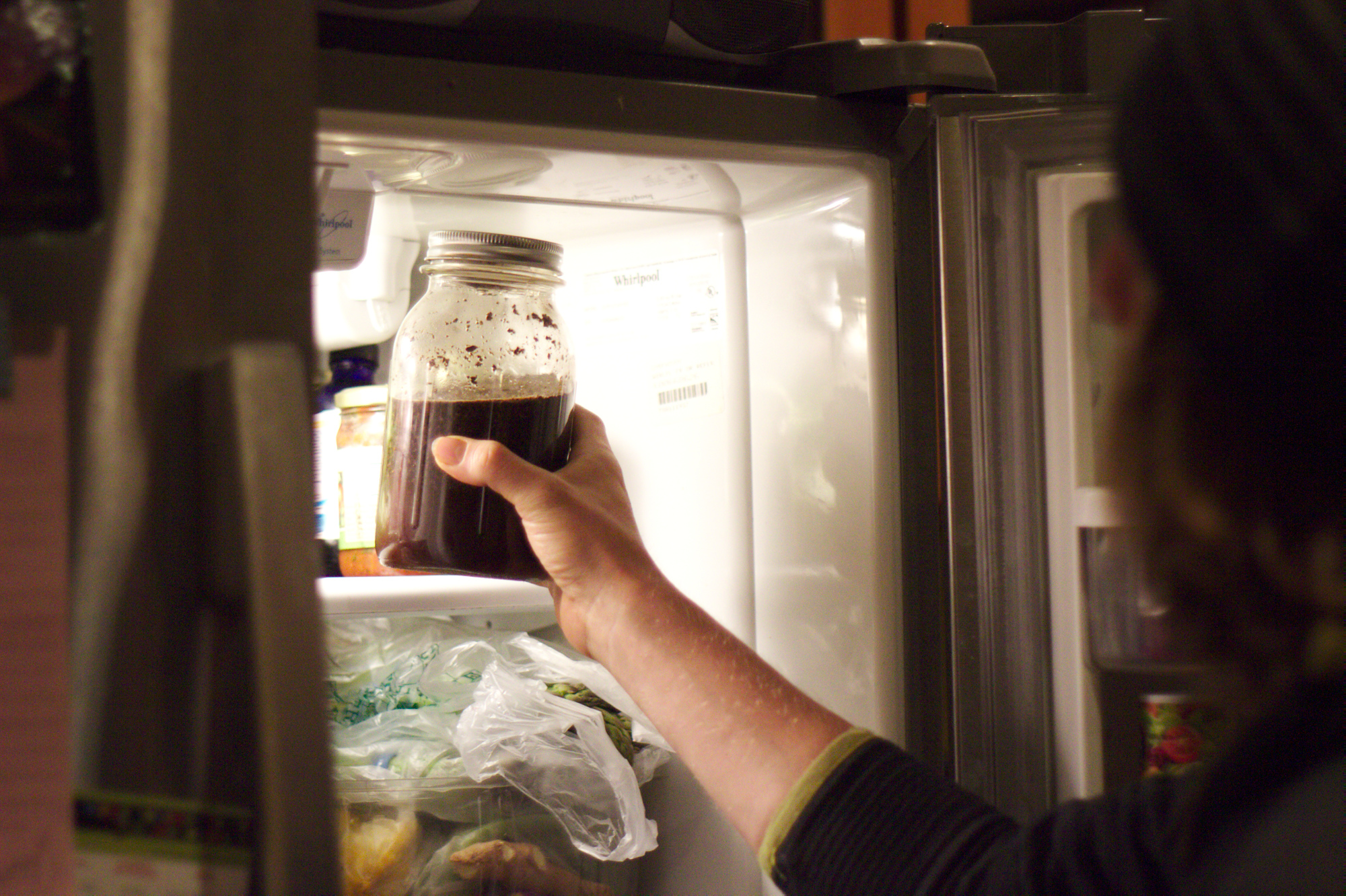
Ủ lạnh cà phê qua đêm tại nhà

Cà phê pha lạnh, Cà phê ủ lạnh (Cold brew coffee) hay cà phê ướp lạnh, cà phê lạnh, là quá trình ngâm cà phê trong nước ở nhiệt độ mát trong thời gian dài. Hạt cà phê được rang xay và đem ngâm trong nước trong khoảng 12 đến 24 giờ. Nước thường được giữ ở nhiệt độ phòng, nhưng có thể sử dụng nước lạnh, hoặc được cất vô ngăn mát tủ lạnh. Sau thời gian ngâm/ủ thích hợp (tùy người sử dụng, loại cà phê, cách rang, cỡ xay), cà phê được lọc bằng phin lọc cà phê bằng giấy hoặc nỉ. Kết quả là một loại cà phê khá đặc có thể được uống liền, pha loãng với nước hoặc sữa tươi, và đôi khi được phục vụ theo kiểu đồ uống nóng, nhưng thường thì chúng được phục vụ là đồ uống mát lạnh với đá hoặc pha với đá và các thành phần khác như sô cô la. Cà phê pha lạnh có nguồn gốc từ Nhật Bản, nơi mà phương pháp pha cà phê truyền thống đã tồn tại trong nhiều thế kỷ.
Pha cà phê lạnh chầm chậm nhỏ giọt, còn được gọi là kiểu Kyoto, hoặc như cà phê Hà Lan ở Đông Á (theo tên của tinh chất cà phê được người Hà Lan mang đến châu Á) là quá trình nhỏ giọt nước qua bã cà phê ở nhiệt độ phòng trong nhiều giờ. Vì hạt cà phê xay trong cà phê pha lạnh không bao giờ tiếp xúc với nước nóng nên quá trình chiết xuất hương vị từ hạt cà phê tạo ra hương vị hóa học khác với phương pháp pha chế thông thường. Hạt cà phê chứa một số thành phần dễ hòa tan hơn ở nhiệt độ cao hơn, chẳng hạn như caffeine, dầu và axit béo. Tuy nhiên, pha ở nhiệt độ thấp hơn trong 24 giờ sẽ tạo ra hàm lượng caffeine cao hơn khi pha với thể tích bằng nhau so với 6 phút ở nhiệt độ khoảng 98oC. Độ pH của cà phê pha nóng và pha lạnh tương tự nhau nhưng cà phê pha lạnh có nồng độ axit có thể chuẩn độ thấp hơn. Cả độ pH và độ axit đều ảnh hưởng đến hương vị.